# Pasu Sar
El Pasu Sar (en urdu:پسو سر), Passu Sar, o Pasu I es una montaña de 7478 m de altura en la subcordillera Batura Muztagh, del Karakórum. Junto con su pico subsidiario, el Pasu Diar (también llamado Pasu Este, o Pasu II) de 7284 m, forma el macizo Pasu.

## Ubicación
El Pasu Sar se encuentra al poniente del valle de Hunza, en la región autónoma de Gilgit-Baltistán, la región más septentrional de Pakistán. Su cumbre está a 7 km del Batura Sar, y se encuentra en la sección principal de la subcordillera Batura Muztagh. Su vecino al oriente es el Shispare, y en su arista Sur le sigue el Sangemarmar Sar. El Pasu II está ubicado al oriente de la cumbre Principal. En este punto, la arista se divide en un brazo septentrional que desciende al valle de Hunza, y un brazo sur que constituye la extensión de la cordillera principal del Karakórum en el Shispare y en el Ultar Sar, y desciende también al valle de Hunza. Entre ambos brazos, el glaciar Pasu fluye al oriente, hacia el río Hunza. Al norte del brazo septentrional y la cumbre Principal, fluye el glaciar Batura.

## Ascensiones
El Pasu Sar fue escalado por primera vez el 7 de agosto de 1994, por los alemanes Dirk Naumann, Ralf Lehmann, Volker Wurnig y Max Wallner. Ascendieron y bajaron en esquís. Su ascensión programada al Pasu Diar (Pasu II) fue abortada por mal clima.
El Pasu Diar fue escalado por primera vez en 1978 por la vía de la arista Sureste.